# Lydekkerinidae
 (janvier 2023).
Famille
Les Lydekkerinidae (lydekkerinidés en français) forment une famille éteinte d’amphibiens temnospondyles qui vivaient durant la période du Trias.
Pendant le Trias, les lydekkerinidés ont eu une distribution globale. Ils étaient de petite taille avec des têtes en forme de coin, à peu près triangulaires. Des fossiles ont été trouvés en Russie, au Groenland, en Inde, en Afrique du Sud, à Madagascar et en Australie. Le genre type est Lydekkerina, l'homonyme de la famille est le lydekkerinidé le plus connu.

## Liste des genres
Selon Paleobiology Database (26 avril 2021) :
- genre † Chomatobatrachus Cosgriff, 1974
- genre † Deltacephalus Swinton, 1956
- genre † Eolydekkerina Shishkin et al., 1996
- genre † Indobenthosuchus Tripathi, 1969
- genre † Luzocephalus Shishkin, 1980
- genre † Lydekkerina Broom, 1915